# Stephanie Burt
Stephanie Burt, connue sous le nom de Stephen Burt puis Steph Burt avant sa transition, est une critique littéraire et poète américaine, née en 1971 aux États-Unis.
Elle est professeur de langue anglaise à l'université Harvard depuis 2008.

## Biographie

### Origines et famille
Stephanie Burt naît Stephen Louis Burt en 1971.
Son père, Jeff, est avocat dans un grand cabinet de Washington ; sa mère, Sandra C., ancienne enseignante d'anglais à New Haven, dans le Connecticut, est coauteur de deux ouvrages sur la parentalité et coanimatrice d'une célèbre émission hebdomadaire de radio, Parents’ Perspective.
Trois frères cadets complètent la famille, de religion juive,.

### Enfance et études
Son enfance et son adolescence se déroulent près de Washington,, dans le Maryland.
Suivent des études de poésie à Harvard, notamment auprès de Helen Vendler, couronnées par un Bachelor of Arts en 1994, une année d'études à Oxford, au terme de laquelle paraissent ses premières critiques dans le Times Literary Supplement, puis un doctorat à Yale,,, sa thèse soutenue en 2000 étant consacrée au poète Randall Jarrell.
Selon ses propres déclarations, ses lectures se composaient uniquement d’œuvres de science-fiction à l'âge de 13 ans, puis uniquement de poésie à 17 ans après avoir découvert des vers de W. H. Auden dans un livre de Samuel R. Delany.

### Parcours professionnel
Stephanie Burt enseigne de 2000 à 2007 au Macalester College, puis devient professeur d'anglais à Harvard en 2008.
Un de ses cours du second semestre de l'année universitaire 2023 porte sur Taylor Swift.
En août 2017, l'hebdomadaire The Nation la nomme corédactrice en chef de la rubrique poésie, aux côtés de Carmen Giménez (en).

### Parcours littéraire

#### Poésie
Son premier recueil de poèmes, Popular Music, paraît en 1999. Il remporte la même année le prix de poésie de l'Université d'État du Colorado. 
Son deuxième recueil de poèmes, Parallel Play, paraît en 2006. Son titre évoque les jeux en parallèle (en) des jeunes enfants, ce qui se retrouve dans le sentiment d'isolement qui se dégage des personnages. L'ouvrage est divisé en quatre parties : la première est consacrée à la jeunesse ; la deuxième, à l'exil du poète de New-York ; la troisième, à des sujets politiques ; et enfin la dernière, à des poèmes plus personnels et ekphrastiques.
Advice From The Lights, paru en octobre 2017 et traitant des sujets de la mémoire, du genre et de l'identité, est le dernier ouvrage publié sous son ancien nom.

#### Critique littéraire
Le livre tiré de sa thèse, Randall Jarrel and His Age, paru en 2002, est lauréat du Warren–Brooks Award (en).
William Sieghart (en) classe The Poem Is You: 60 Contemporary American Poems and How to Read Them, paru en 2016, parmi les dix meilleures anthologies de poésie. L'ouvrage présente notamment John Ashbery, Czesław Miłosz, Claudia Rankine et Terrance Hayes.

### Autres activités
C'est grâce à son épouse que se développe sa passion pour le basket-ball féminin, qui conduit à de nombreuses publications sur un blogue spécialisé de 2015 à 2010.

### Parcours de transition
Ses premières expériences de travestissement remontent à son année passée à Oxford, au milieu des années 1990. Selon ses propres déclarations dans un long essai de 2012 intitulé « Ma vie en tant que fille », son mariage et ses autres occupations mettent un terme à ces pratiques avant qu'elles ne ressurgissent au début des années 2010.
Sa transition de genre est annoncée sur Facebook en juin 2017, à l'âge de 46 ans. Stephanie Burt déclare en novembre 2017 qu'elle n'était pas prête à faire le pas de la transition sociale et médicale auparavant et qu'elle ne regrette pas d'avoir attendu, même si elle avait toujours su qu'elle était une fille au fond d'elle.

### Mariage et enfants
Sa rencontre avec sa future épouse, Jessie Bennett, a lieu à Yale lors d'un concert de Sarge (en). Le couple a deux enfants et vit à Belmont, dans le Massachusetts.

## Publications

### Poèmes
- (en) Popular Music, Denver, University Press of Colorado (en), 15 septembre 1999, 85 p. (ISBN 978-0870815553)

- (en) Parallel Play, Minneapolis, Graywolf Press (en), 24 janvier 2006, 88 p. (présentation en ligne)[12]
- (en) Belmont, Minneapolis, Graywolf Press (en), 23 juillet 2015, 112 p. (ISBN 978-1555976446, présentation en ligne)[17]
- (en) Advice From The Lights, Minneapolis, Graywolf Press (en), 3 octobre 2017, 96 p. (ISBN 9781555977894)[6],[18],[13]
- (en) After Callimachus, Princeton, Princeton University Press, 14 avril 2020, 202 p. (ISBN 9780691180199)[19],[20]
- (en) We are Mermaids, Minneapolis, Graywolf Press (en), 10 avril 2022, 120 p. (ISBN 978-1-64445-205-9)[21],[22],[23]

### Critique littéraire
- (en) Randall Jarrel and His Age, New-York, Columbia University Press, 2002, 320 p. (ISBN 978-0231125949, présentation en ligne)[24]
- (en) Stephen Burt et Hannah Brooks-Motl (préf. Adam Gopnik (en)), Randall Jarrell on W. H. Auden, 11 mai 2005, 200 p. (ISBN 9780231130783, présentation en ligne). Recueil de six conférences données par Randall Jarrell sur W.H. Auden[25].

- (en) The Forms of Youth: Twentieth-Century Poetry and Adolescence, New-York, Columbia University Press, 1er septembre 2007, 288 p. (ISBN 978-0231141420)[26],[27],[28]
- (en) Close Calls with Nonsense: Reading New Poetry, Minneapolis, Graywolf Press (en), 31 mars 2009, 360 p. (ISBN 978-1555975210)[29],[30]
- (en) Stephanie Burt et David Mikics (en), The Art of the Sonnet, Cambridge (Massachusetts), Belknap Press, 15 octobre 2011, 464 p. (ISBN 9780674061804)[31],[32]
- (en) The Poem Is You: 60 Contemporary American Poems and How to Read Them, Cambridge (Massachussets), Belknap Press, 12 septembre 2016, 432 p. (ISBN 9780674737877)[33],[34]
- (en) Don’t Read Poetry: A Book About How to Read Poems, New-York, Basic Books, 21 mai 2019, 320 p. (ISBN 9780465094509)[35],[36]